# 幕下
幕下（まくした）は、大相撲の番付上の階級。
6つある番付上の階級（幕内・十両・幕下・三段目・序二段・序ノ口）の内、上から3番目の階級である。

## 呼称・由来
呼称の由来は、十両のなかった時代（江戸時代から明治初期、1887年まで）には幕内のすぐ下の階級であったため。番付では上から二段目に記載される ため、正式名称は「幕下二段目」。現在では十両創設以降の「十両」「幕下」と区別して十両創設以前の時代の幕下を「二段目」と呼ぶことがある。十両と幕下の歴史的な枚数の数え方については十両#十両と幕下の歴史的な枚数の扱いを参照のこと。

## 特徴
関取（十両以上）を窺う地位であり、十両への昇進を目指す者と十両下位の力士との間で、最も競争の厳しい地位でもある。力士として一人前に扱われる関取と、力士養成員扱いの幕下以下とでは、その待遇に雲泥の差があるため、俗に「十両と幕下は天国と地獄」とまで言われる。そのため関取で長く活躍してきた力士は、幕下に陥落したのを潮に引退することも多い。

### 待遇
| 地位           | 幕内（横綱 - 前頭）                                                            | 十両                                                                           | 幕下                                                                                                | 三段目                                                                                              | 序二段                                                                                              | 序ノ口                                                                                              |
| -------------- | ------------------------------------------------------------------------------ | ------------------------------------------------------------------------------ | --------------------------------------------------------------------------------------------------- | --------------------------------------------------------------------------------------------------- | --------------------------------------------------------------------------------------------------- | --------------------------------------------------------------------------------------------------- |
| 髷             | 大銀杏                                                                         | 大銀杏                                                                         | 丁髷 （十両との対戦時および弓取式、巡業中の初切出演、床山の練習台、引退時の断髪式の際は大銀杏容認） | 丁髷 （十両との対戦時および弓取式、巡業中の初切出演、床山の練習台、引退時の断髪式の際は大銀杏容認） | 丁髷 （十両との対戦時および弓取式、巡業中の初切出演、床山の練習台、引退時の断髪式の際は大銀杏容認） | 丁髷 （十両との対戦時および弓取式、巡業中の初切出演、床山の練習台、引退時の断髪式の際は大銀杏容認） |
| 服             | 紋付羽織袴                                                                     | 紋付羽織袴                                                                     | 着物・羽織（外套・襟巻も着用可）                                                                    | 着物・羽織（外套・襟巻も着用可）                                                                    | 着物・羽織                                                                                          | 着物（浴衣もしくはウール）                                                                          |
| 帯             | 博多帯                                                                         | 博多帯                                                                         | 博多帯                                                                                              | ベンベルグ                                                                                          | ベンベルグ                                                                                          | ベンベルグ                                                                                          |
| 傘             | 番傘・蛇の目傘                                                                 | 番傘・蛇の目傘                                                                 | 番傘・蛇の目傘                                                                                      | 洋傘                                                                                                | 洋傘                                                                                                | 洋傘                                                                                                |
| 履物           | 足袋に雪駄（畳敷き）                                                           | 足袋に雪駄（畳敷き）                                                           | 足袋に雪駄（エナメル製）                                                                            | 素足に雪駄（エナメル製）                                                                            | 素足に下駄                                                                                          | 素足に下駄                                                                                          |
| 稽古廻し       | 白色・木綿                                                                     | 白色・木綿                                                                     | 黒色・木綿                                                                                          | 黒色・木綿                                                                                          | 黒色・木綿                                                                                          | 黒色・木綿                                                                                          |
| 取り廻し       | 博多織繻子（規定上、色は現在も取的と同じく黒色と定められているが、事実上自由） | 博多織繻子（規定上、色は現在も取的と同じく黒色と定められているが、事実上自由） | 黒色・木綿（稽古廻しをそのまま使用）                                                                | 黒色・木綿（稽古廻しをそのまま使用）                                                                | 黒色・木綿（稽古廻しをそのまま使用）                                                                | 黒色・木綿（稽古廻しをそのまま使用）                                                                |
| 下がり         | 取り廻しの共布                                                                 | 取り廻しの共布                                                                 | 紐（のり付けされていない柔らかい物で、色は自由）                                                    | 紐（のり付けされていない柔らかい物で、色は自由）                                                    | 紐（のり付けされていない柔らかい物で、色は自由）                                                    | 紐（のり付けされていない柔らかい物で、色は自由）                                                    |
| 足袋の色       | 白                                                                             | 白                                                                             | 黒                                                                                                  | 黒                                                                                                  | 黒                                                                                                  | 黒                                                                                                  |
| 控えの敷物     | 私物の座布団（色・デザインは自由）                                             | 共用の座布団（紫一色）                                                         | 畳に直座（幕下上位五番および十両との対戦時は十両と同じ座布団）                                      | 畳に直座（幕下上位五番および十両との対戦時は十両と同じ座布団）                                      | 畳に直座（幕下上位五番および十両との対戦時は十両と同じ座布団）                                      | 畳に直座（幕下上位五番および十両との対戦時は十両と同じ座布団）                                      |
| 月ごとの収入   | 月額給与                                                                       | 月額給与                                                                       | なし（自身が付き人を担当している関取などから「小遣い」の名目で個人的に些少を貰う程度）              | なし（自身が付き人を担当している関取などから「小遣い」の名目で個人的に些少を貰う程度）              | なし（自身が付き人を担当している関取などから「小遣い」の名目で個人的に些少を貰う程度）              | なし（自身が付き人を担当している関取などから「小遣い」の名目で個人的に些少を貰う程度）              |
| 場所ごとの収入 | 力士褒賞金                                                                     | 力士褒賞金                                                                     | 場所手当・奨励金                                                                                    | 場所手当・奨励金                                                                                    | 場所手当・奨励金                                                                                    | 場所手当・奨励金                                                                                    |

幕下の地位から博多帯（博多織の帯）と冬場のコートを着用でき、番傘・蛇の目傘を差すことも許されるようになる。中でも将来有望と見込まれた力士は稽古に専念させるためちゃんこ番などの雑用を免除する部屋もある。
上位15枚目以内は成績次第で十両昇進の可能性が見えて来ることから俗に幕下上位と呼ばれ、また本場所の場内で入場者に配布される当日の取組表の裏に印刷される星取表に掲載される。21世紀以降は昇進競争が激化し、幕下上位に在位する力士の多くが関取経験者という事態がしばしばみられる。

### 取組
本場所では通常15日間で7番の相撲を取る。ただし、全段での休場力士の兼ね合いなどで、（主に5敗以上の力士に）八番相撲が組まれることもある。
5戦全勝力士の六番相撲は十一日目に、6戦全勝力士の七番相撲（全員敗れて全勝力士がいなくなる可能性がある場合は5勝1敗の力士も）は十三日目に固定されている。
十両土俵入りから幕下最後の取組までの5番は特に幕下上位五番（後述）と呼ばれる。
なお第二次世界大戦後、幕下の1場所あたりの取組数は、関取が13日→10日→11日などと変遷するのに合わせ、7番→5番→6番などと変遷していたが、年2場所制から年3場所制に変更となった昭和24（1949）年春場所（3月）に、関取の13日間に対し幕下以下も12番取るように変更され、続く夏場所（5月）には十両以上が15日間に変更されたのに合わせて幕下以下も15日15番制に変更、年4場所制に変更された昭和28（1953）年初場所（1月）まで続いた後、同年春場所（3月）から幕下は15日8番制に変更された。
通常塩撒きは十両以上でないと許されないが、極稀に場所の進行が早過ぎる時に時間調整の一環として幕下の取り組みでも塩撒きが行われる。

### 定員
定員は東西60枚の計120人である（1967年5月場所以降）。ただし幕下付出の力士はこれに含めない。
定員が東西60枚120人となる以前については、人数は毎場所変動していたが、戦後最少人数は1949年1月場所における51人（枚数は26枚、26枚目は東のみ）、史上最多人数は1966年1月場所における203人（枚数は101枚、他に幕下格の番付外1人）となっている。
十両創設以前の時代の幕下（二段目）で見ると、特に江戸時代の江戸相撲初期には二段目自体の枚数が10枚以下であることも多く、二段目の史上最少枚数は宝暦11年（1761年）10月場所における14人（東西7枚）であるが、この当時は恐らく他の段と待遇差で区別される地位として確立していなかったと思われる。

### 優勝
優勝賞金は50万円。
大相撲本場所の幕下以下の取組ではスイス式トーナメントを導入している関係上、定員が120人の幕下では、6番相撲まで6連勝した力士2人残り、七番相撲の勝者が7戦全勝で幕下優勝となる例が大半である。
一方、休場力士が続出したり、6連勝した力士2人が同部屋もしくは兄弟、親戚のため相星決戦が組めず両者共に星違いの力士に敗れたりして、全勝力士が不在になり、6勝1敗の力士複数名による優勝決定戦が行われる例も稀に発生する。逆に、6連勝した力士2人が同部屋や兄弟、親戚だったり、番付が著しく離れていたりしたため相星決戦が組めなかった際に、両者共に星違いの力士に勝利して、全勝同士の優勝決定戦が行われる例も更に稀に発生する。
なお、平成後期以降では6連勝した力士2人の相星決戦の際には場内アナウンスで力士、行司、呼出しの紹介の後で「なお、この取組の勝者は今場所の幕下優勝であります。」とアナウンスされる。

### 引退後
最高位が幕下の力士は、引退するとき相撲協会を離れることがほとんどであるが、適格と認められる場合は若者頭・世話人になって相撲協会に残ることができる。
かつては現役時代の最高位が幕下の年寄もいたが、現行制度では現役時代の最高位が幕下以下である限りは、どれだけの実績を上げても年寄を襲名することはできない。ちなみに東西大相撲合併直後の1927年（昭和2年）時点では、現役時代の最高位が幕下の年寄として、12代武蔵川（鴨緑江渡右衛門）、13代桐山（高武藏源太郎）、5代鏡山（金木山弥一郎）、8代楯山（友響治三郎、のち7代浅香山）、10代浜風（稲葉山菊二郎、年寄として大坂相撲から加入）がいた。

## 昇進・陥落要件
幕下に限らず、「番付は生き物」と俗称されるように、成績と翌場所の地位との関係は一定ではない。特に幕下では上位ほど、十両から陥落する力士数や十両以上の引退力士の有無によって大きく左右される。
1967年5月場所の幕内及び十両の定員改定に伴い導入された十両昇進に係る唯一の内規に、「幕下15枚目以内で7戦全勝した力士は十両昇進の対象とする。ただし番付編成の都合による。」というものが存在し、7戦全勝同士の優勝決定戦で優勝を逃した場合にも適用されるが、但し書きのとおり、必ずしも幕下15枚目以内で全勝した力士を優先して昇進させることを保証したものではない。
- 幕下15枚目格付出に内規が適用するかは定かではなかったが、2006年5月場所に幕下15枚目格付出で全勝優勝した下田は、十両陥落者が少なかったため、「幕下15枚目格付出は幕下15枚目以内ではない」との理由付けで十両昇進はならなかった[注釈 8]。現行内規に該当した力士で十両昇進を果たせなかった唯一の例である。
- 全勝以外で十両昇進を確実とする成績としては、東筆頭での勝ち越しがある（小結以上が関わる成績を除いては1点でも勝ち越せば番付が半枚以上は上がるため、ただし番付編成の都合による）。対して西筆頭の場合は勝ち越しても優先的に昇進できるわけではなく、他の勝ち越し力士の成績と比較されることになるため、勝ち越しても昇進が見送りとなる事例もある[注釈 9]。稀に東筆頭で勝ち越しても据え置きとなるケースもある。
- 1枠に対して東筆頭の勝ち越しと15枚目以内の全勝が競合した例はなく、両者の優先順位や計算上十両に残留できる成績の力士を陥落させて2枠開けるか否かなどは不明である。なお、2012年1月場所では幕下西11枚目で吐合が6戦全勝としていたが、同成績で並んでいたのが同部屋の佐久間山（幕下東15枚目）のみだったため全勝同士の直接対決を組むことができず、吐合は5勝1敗の力士ではなく幕下東筆頭で3勝3敗としていた里山との対戦が組まれ、十両昇進を確実とする成績の力士が3人同時に現れることのない取組編成となった。
- この他に幕下5枚目以内で6勝または幕下2枚目以内で5勝を挙げた場合、十両に昇進する可能性が高くなるが、この場合でも昇進できなかった例は存在する[注釈 10]。
- 幕下15枚目以内での全勝と幕下東筆頭以外の力士は十両から陥落する人数に大きく左右されるため、「何枚目で何勝したので確実に昇進する」とは一概に言えない部分がある。また、1場所15番相撲を取る関取は「勝ち越し1点につき1枚昇進する（負け越しの場合も同様、横綱および大関は除く）」という目安で計算できるため（以下「計算上」「相当」はこの目安を基にする）、幕内十両間の入れ替えは計算上の番付の優劣である程度決められる部分があるが、1場所7番の幕下力士にはこのような目安はないため、十両幕下間の入れ替えは計算上の番付の優劣では決めることができず、以下のような目安で決められることになる。
  - 十両の負け越し力士は計算上、幕下陥落相当の成績の力士がそのまま陥落するのが基本である。ただし、幕下上位での勝ち越し力士に対して幕下陥落相当の成績の力士が少なすぎる場合、計算上十両最下位となる力士が幕下に陥落することはある。また逆に、幕下陥落相当の成績の力士に対して幕下上位での勝ち越しが少なすぎる場合、「あと1勝していれば計算上十両に残留できる力士」が陥落を免れる場合もある。
  - 幕下から十両への昇進は十両から陥落する人数に合わせて優先順位の高い順番に決定する。この優先順位が高いことを俗に「強い成績」と表現されることがしばしばある。なお、この優先順位と番付の昇降は別物であるため、ある二者を比較して一方のみが昇進する場合、双方とも昇進あるいは双方とも昇進見送りになった場合には番付が下位になる方が昇進する場合もある。
  - 幕下15枚目以内での全勝と幕下東筆頭以外の力士については幕下5枚目以内での勝ち越しが優先される傾向にあるが、幕下5枚目での4勝3敗と幕下6枚目での6勝1敗のように近い番付で成績に開きがある場合にはこの例に当てはまらないこともある。また、幕下5枚目以内での勝ち越しが優先されるようになっても幕下4～5枚目での4勝3敗は、十両残留に計算上1勝足りない力士を優先する形で昇進を見送られることがあったが、2021年3月場所以降は幕下3枚目での4勝3敗と幕下5枚目での5勝2敗の力士も同様の状況で昇進を見送られる傾向が見られるようになった。

以上をまとめると、以下のような形になる。
1. 幕下15枚目以内での7戦全勝または幕下東筆頭での勝ち越しは優先的に昇進できる。ただし幕下15枚目格付出は最優先とはならない。
2. 幕下2枚目以内での4勝3敗、幕下4枚目以内での5勝2敗、幕下5枚目以内での6勝1敗（いずれも幕下東筆頭は除く）は、当該力士の優先順位が計算上十両に残留できない成績の力士の人数以内の場合に昇進できる。この条件の力士間の優劣は審判部の判断による（番付が上の力士が勝ち星も同数以上の場合のような明らかな例を除く）。
3. 幕下3～5枚目での4勝3敗、幕下5枚目での5勝2敗は、当該力士の優先順位が計算上十両残留に2勝以上足りない成績の力士の人数以内の場合に昇進できる。この条件の力士間の優劣は審判部の判断による（同じ勝ち星のため番付により優劣が明らかな場合を除く）。
4. 幕下15枚目以内での7戦全勝または幕下5枚目以内での勝ち越しの少なくとも一方を満たす力士の人数が、計算上十両残留に2勝以上足りない成績の力士の人数より少ない場合は、幕下6枚目以下の7戦全勝でない勝ち越し力士の中から昇進させる。

十両から陥落する成績の力士と幕下から昇進してもおかしくない成績の力士の数に開きがあった場合の例
- 2008年11月場所、計算上十両から幕下に陥落する成績の力士が2人だった。安壮富士が幕下東筆頭で6勝1敗と勝ち越し、琴国が幕下東10枚目で7戦全勝とともに十両昇進が確定的となる成績だったため、幕下西筆頭で5勝2敗だった福岡が昇進できなかった。
- 2010年7月場所、計算上十両から幕下に陥落する成績の力士が2人（ともに仮にあと2勝していても陥落する成績だった）、大相撲野球賭博問題による全休で幕下に陥落することが決まっていた力士が4人と、同問題で大関・琴光喜が解雇処分になったことによる穴埋めの1枠の計7人が十両に昇進する状況になった。幕下5枚目以内での勝ち越し5人と幕下東12枚目で7戦全勝の十文字の全員を昇進させても1枠余ってしまい、幕下西11枚目で6勝1敗の琉鵬が十両に昇進した。
- 2011年7月場所、計算上十両から幕下に陥落する成績の力士が5人、場所中に引退した大関・魁皇の穴埋めの1枠そして大相撲八百長問題の影響で減らされていた関取の定員を元に戻すための4枠の計10枠を埋めなければならない状況であった。幕下西5枚目で7戦全勝の直江（場所後に皇風に改名）を含む幕下5枚目以内での勝ち越し力士6人を全員昇進させても4枠余ってしまうため、十両東13枚目で6勝9敗の飛天龍が十両に残留し、幕下西6枚目で5勝2敗の里山、幕下西9枚目で5勝2敗の北勝国、幕下西11枚目で6勝1敗の飛翔富士が昇進した[注釈 11]。
- 2017年9月場所、計算上十両から幕下に陥落する成績の力士が2人だった。貴源治が幕下東筆頭で4勝3敗と勝ち越しを決めていたため、幕下西筆頭で4勝3敗の北太樹、幕下東2枚目で5勝2敗の翔猿、幕下東3枚目で6勝1敗の舛の勝のうち1人が昇進する状況となり、番付編成会議の結果、舛の勝（場所後に隆の勝に改名）が昇進した。この際、計算上十両最下位となる成績だった矢後を陥落させて北太樹か翔猿を昇進させる措置は取られなかった。また北太樹、翔猿ともに翌場所は番付が半枚ずつ上昇しており、結果的に翔猿の5勝目は翌場所の番付に影響しなかった。
- 2018年1月場所、幕下5枚目以内の勝ち越し力士5人、幕下15枚目以内の全勝力士なしに対して計算上幕下に陥落する成績の力士が7人いた（全員が仮にあと2勝していても計算上幕下に陥落する成績だった）。このため、幕下東6枚目で4勝3敗の炎鵬と幕下東7枚目で5勝2敗の貴公俊が十両に昇進した。なお、幕下東17枚目で7戦全勝だった若隆景は昇進しなかった。
- 2020年3月場所、計算上幕下に陥落する成績の力士が3人だった。15枚目以内の優勝及び幕下東西筆頭の勝ち越しもなく、幕下西2枚目で4勝3敗の琴太豪、幕下東3枚目で6勝1敗の朝弁慶、幕下西3枚目で5勝2敗の富士東、幕下東4枚目で5勝2敗の千代ノ皇の4人で3枠を争うこととなり、番付編成会議の結果、朝弁慶、富士東、千代ノ皇の3人が十両に昇進した。尚この時十両最下位となる成績だった水戸龍を陥落させ琴太豪を昇進させる処置は取らなかった。

成績と番付による昇進の比較基準が一定ではない例
以下は1年以内の期間で同じように番付下位の好成績力士との比較になり、異なる結果になった例である。
- 2018年9月場所、計算上幕下に陥落する成績の力士が3人だった。幕下東5枚目の極芯道が7戦全勝で十両昇進を確定的としていたほか、幕下西筆頭で6勝1敗の豊ノ島を上回ることができる力士がいなかったため、残りの1枠は4勝3敗の力士で最上位だった大成道（幕下東2枚目で4勝3敗）と5勝2敗の力士で最上位だった友風（幕下西4枚目で5勝2敗）のどちらかが昇進する状況となり、番付編成会議の結果、友風が十両に昇進した。
- 2019年7月場所、計算上幕下に陥落する成績の力士が3人、場所中に引退した十両・安美錦の穴埋めの1枠の計4枠空くことになった。幕下東筆頭で5勝2敗と勝ち越していた青狼は昇進が確実となり、15枚目以内で7戦全勝の力士はいなかった。幕下西筆頭で4勝3敗の彩と幕下東3枚目で4勝3敗の玉木（場所後に朝玉勢に改名）を上回ることができる成績の力士が5枚目以内にいなかったため、残りの1枠は幕下西4枚目で4勝3敗の魁勝と幕下西5枚目で5勝2敗の若元春のどちらかが昇進する状況となり、番付編成会議の結果、魁勝が十両に昇進した。
- 2020年9月場所、計算上幕下に陥落する成績の力士が3人、さらに場所前に引退した木﨑海の穴埋めの1枠の計4枠空くこととなった。15枚目以内で7戦全勝の力士はなく、東筆頭の貴源治が4勝3敗で勝ち越して昇進が確実とし、西筆頭で4勝3敗の常幸龍、東2枚目で4勝3敗の千代の海、西4枚目で5勝2敗の納谷、西5枚目で6勝1敗の宇良の4人で3枠を争うこととなり、番付編成会議の結果、常幸龍、千代の海、宇良の3人が十両に昇進した。

上記の例により、2018年9月場所と2020年9月場所では幕下東2枚目での4勝3敗と幕下西4枚目での5勝2敗のどちらを昇進させるかという点で異なる結果になっており、一概にどちらの成績が強いとは言えない事例となっている。

## 幕下上位五番以降
十両土俵入りは十両力士の支度の都合上、幕下の取組を5番残したタイミングで行われる。この5番は特に幕下上位五番(あるいは単に幕下上位)と呼ばれる。
- 十両土俵入り直後の取組では、対戦する力士の四股名に続いて「呼び出しは〇〇、行司は〇〇。幕下、上位の取組であります」とアナウンスされる。
- 土俵下の控えに十両力士と同じ座布団が用意される。
- 十両格行司（稀に幕下格行司）が取組を裁き、十両呼出が呼び上げを担当する。
- かつては、幕下上位五番に限り、館内の電光掲示板でも勝敗を表示していた（十両以上の定員増加等に伴い、1991年1月場所以降は行われていない）。
- NHKの大相撲中継では、幕内取組の合間を縫って、十両結果とともに発表される（決まり手はアナウンサーによる口頭発表のみで表示はされない）。
- 仕切りの最中の力士紹介は、十両土俵入りまでは力士名・番付・出身地・所属部屋・勝敗数を画面下に横文字で紹介されるが、幕下上位五番からは大きな縦文字（力士名は幕下力士のみ明朝体）で紹介される。

出場している関取が奇数になると、幕下力士が日替わりで十両の取組に登場する。幕下は通常は連続せず1日相撲を取るパターン（前後の日は取組なし）か、偶数日とその翌日の奇数日に2日連続の相撲を取るパターンかのいずれかとなるが、十両戦が組まれると、奇数日とその翌日の偶数日（例としては初日と2日目）、あるいは偶数日とその翌日の奇数日とその翌日の偶数日（例としては2日目と3日目と4日目）のように、2日ないし3日連続で相撲を取るパターンも発生する場合がある。その場合、当該力士は他の幕下力士よりも1番多く取り組みを消化するため、翌日と翌々日は原則的に相撲が組まれない。休場・引退力士が多いときには、複数人が十両の土俵に上がる。また、終盤には十両下位で不振の力士と幕下上位で十両昇進の可能性を残している力士の取組が組まれることが多い（大相撲中継では「入れ替え戦のような要素を持った取組」と言われる）。いずれの場合も、十両力士と対戦する幕下力士は大銀杏を結って土俵に上がる（ただし、出世が速く髪の伸びが追いつかず、ザンバラもしくは丁髷で土俵に上がる力士もいる）。この時、幕下力士が大銀杏、十両力士がザンバラもしくは丁髷という逆転現象が起こることもある。「入れ替え戦」はあくまでも俗称であり、結果が直接的に番付編成に反映されるものではないとされてきたが、前述の2019年7月場所の例では7番相撲における十両力士との対戦結果が考慮されたとも言われている しかし2020年9月場所の千代の海と納谷のケースでは魁勝・若元春のケースよりも単純計算時の番付差が小さく、さらに「入れ替え戦」となる取組の相手が同じ力士 であり、両者の直接対決でも勝っているという魁勝・若元春のケースよりもさらに納谷に優位な条件であったにもかかわらず同様の措置は取られなかった。納谷には「入れ替え戦」の勝利を優位とみて十両昇進の記者会見も設定されていたという。

## 記録
いずれも、2025年7月場所終了時点の記録である。太字は現役。
- 在位場所数

| 順位 | 幕下在位 | 四股名     | 最高位   | 新幕下        | 最終在位       |
| ---- | -------- | ---------- | -------- | ------------- | -------------- |
| 1位  | 120場所  | 栃天晃正嵩 | 東十両4  | 1985年9月場所 | 2010年7月場所  |
| 2位  | 114場所  | 牧本英輔   | 東前頭12 | 1961年1月場所 | 1982年11月場所 |
| 3位  | 102場所  | 琴冠佑源正 | 東十両7  | 1986年9月場所 | 2006年9月場所  |
| 4位  | 95場所   | 大雷童太郎 | 東十両2  | 2000年1月場所 | 2019年1月場所  |
| 5位  | 94場所   | 輝面龍政樹 | 東幕下4  | 1991年9月場所 | 2010年1月場所  |

- 優勝回数 - 3回

神幸勝紀・天ノ山静雄・出羽の洲聖・和歌乃山洋・大輝煌正人・若孜浩気・阿炎政虎の7人が達成。いずれも3回目の幕下優勝の前に1場所以上の関取在位を経験し、神幸・和歌乃山・若孜・阿炎は3回すべて全勝、天ノ山・大輝煌は1回目が1敗、出羽の洲は1・3回目が1敗。
- 全勝回数 - 3回　※ 1960年7月場所に幕下以下の取組で一場所7番制が導入されて以降の記録

上述の神幸・和歌乃山・若孜・阿炎の他、優勝を伴わない7戦全勝も含めると、若晃三昌・若吉葉重幸・修羅王政勝・立洸熊五郎も3回達成し、当該4人はいずれも3回の全勝のうち2回は優勝を伴い、1回は全勝同士の優勝決定戦で敗北した。
- 連続優勝回数 - 2回

1967年5月場所で十両昇進に関わる内規が導入されて以降、2場所連続で幕下で優勝した力士は以下の8名である。いずれも、幕下16枚目（21枚目）以下で7戦全勝で優勝した翌場所に幕下15枚目（20枚目）以内でも7戦全勝で優勝して十両に昇進した。
| 四股名   | 1場所目   | 番付         | 2場所目        | 番付    |
| -------- | --------- | ------------ | -------------- | ------- |
| 輪島博   | 1970年1月 | 60枚目格付出 | 1970年3月      | 東8枚目 |
| 長浜広光 | 1970年5月 | 西42枚目     | 1970年7月      | 東3枚目 |
| 垂沢和春 | 1973年9月 | 西30枚目     | 1973年11月     | 東2枚目 |
| 山崎直樹 | 1990年1月 | 東24枚目     | 1990年3月      | 東4枚目 |
| 尾曽武人 | 1993年1月 | 60枚目格付出 | 1993年3月      | 東8枚目 |
| 竹内雅人 | 1998年7月 | 60枚目格付出 | 1998年9月      | 西6枚目 |
| 松谷裕也 | 2011年1月 | 西51枚目     | 2011年技量審査 | 西4枚目 |
| 栃ノ心剛 | 2014年3月 | 西55枚目     | 2014年5月      | 西6枚目 |
| 阿炎政虎 | 2021年3月 | 西56枚目     | 2021年5月      | 東7枚目 |

上記8名のうち、連続優勝以前に関取在位を経験した力士は松谷（同時点の最高位は東十両8枚目）、栃ノ心（同時点の最高位は西小結）、阿炎（同時点の最高位は東小結）の3名。なお、全勝優勝に限定しなければ「3場所連続で幕下優勝」も理論上は起こり得るが、前例は存在しない。
- 昇進回数 - 克乃富士修一（境川部屋）の20回。
- 幕下以下まで陥落した元大関・関脇の力士は以下の通り。

- 年少昇進記録（平成以降、四股名の太字は現役）

| 順位 | 昇進年齢   | 四股名                   | 最高位 |
| ---- | ---------- | ------------------------ | ------ |
| 1位  | 16歳8か月  | 吉井虹                   | 幕下3  |
| 2位  | 16歳9か月  | 貴花田光司（貴乃花光司） | 横綱   |
| 3位  | 16歳11か月 | 萩原寛（稀勢の里寛）     | 横綱   |
| 4位  | 17歳0か月  | 大辻理紀                 | 十両12 |
| 4位  | 17歳0か月  | 丹治純                   | 幕下18 |

四股名は幕下昇進時のもの。
昭和時代には、北の湖敏満(のちに横綱)が1969年3月場所で15歳9ヶ月で幕下に昇進したが、1971年11月場所以降、義務教育修了前の初土俵は認められなくなった。

## 幕下格行司・幕下呼出

### 行司・呼出共通事項
行司・呼出のうち、幕下に相当する階級の者を幕下格行司・幕下呼出と呼ぶ。本場所の本割では1日の取組の中で、1人につき、12日目までは4番前後、13日目以降は3番前後を担当する（裁く・呼び上げる）が、取組数によって担当番数が増減することがある。幕下の取組を担当するほか、行司・呼出の人数と取組の番数の関係で、下位の者は三段目の取組を担当することがある。また幕下優勝決定戦も幕下格行司・幕下呼出が務める。
取組の際の場内アナウンスでは基本的に十両格行司・十両呼出以上の行司・呼出のみアナウンスで紹介される。ただし、優勝決定戦では幕下格行司・幕下呼出以下であってもアナウンスで紹介される。

### 幕下格行司
幕下格行司は、他の地位の行司と異なり、兄弟子として付け人を従えることもなければ、自身が上位の行司の付け人となることもない。幕下格行司の装束の菊綴と軍配の房紐の色は、青（実際には緑色）または黒となっており（実際には青（緑色）を用いている行司がほとんどであり、黒は現役では式守一輝が持っている程度）、裸足で土俵に上がる。
番付表や、場内の観客に配布される取組表では、行司は十両格行司以上かどうかを問わず行司全員(取組表は出場者)が記載される。

### 幕下呼出
番付表や、場内の観客に配布される取組表では、呼出は十両呼出以上が記載され、幕下呼出以下は記載されない。